# أفنان الشعيبي

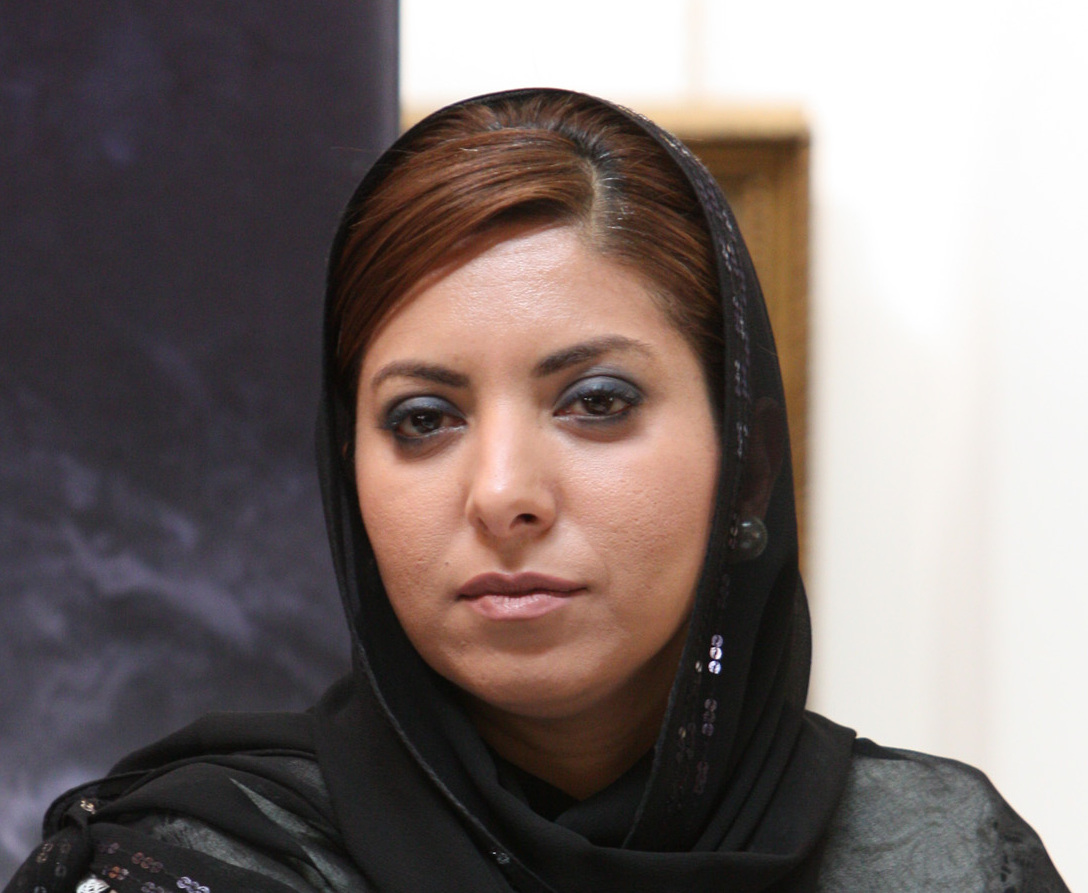
الشعيبي في مؤتمر شراكة دوفيل لمجموعة الثماني: المرأة في مجال الأعمال في لندن

أفنان الشعيبي مواطنة سعودية، وهي الأمين العام السابق والرئيس التنفيذي لغرفة التجارة العربية البريطانية (ABCC) في لندن، إنجلترا.  شغلت مناصب مختلفة في المملكة العربية السعودية في مجال التعليم، وفي شركات أجنبية في الولايات المتحدة الأمريكية.  وهي تشغل أيضًا عضوية مجالس إدارة العديد من المنظمات. 

## الحياة المبكرة
أمضت أفنان الشعيبي جزءًا كبيرًا من طفولتها المبكرة في إنجلترا. أكملت تعليمها الجامعي في الرياض قبل أن تنتقل إلى الولايات المتحدة، لمواصلة تعليمها العالي هناك. 

## التعليم
تلقت الشعيبي تعليمها في جامعة الملك سعود، وتخرجت منها بدرجة البكالوريوس في الأدب الإنجليزي. كما حصلت على درجة الماجستير في الإدارة التربوية من الجامعة الأمريكية في واشنطن العاصمة، وحصلت على درجة الدكتوراه من جامعة جورج واشنطن في إدارة القيادة. كما حصلت الشعيبي على شهادة في السلام وحل النزاعات من كلية الخدمة الدولية بالجامعة الأمريكية في واشنطن العاصمة، وشهادة في التعليم التنفيذي من كلية كينيدي بجامعة هارفارد. 

## المسيرة المهنية
في عام 2007م، تم تعيين الشعيبي أمينًا عامًا ورئيسًا تنفيذيًا لغرفة التجارة العربية البريطانية.  وقد عملت الدكتورة أفنان الشعيبي مستشارة لرئيس مجلس الأعمال الأمريكي السعودي في واشنطن العاصمة  وهي عضو في مجلس إدارة المنتدى العربي الدولي للمرأة (AIWF) ومقره لندن.  كما الشعيبي متحدث عام، ألقت خطابات في مناسبات ومنتديات ومؤتمرات حول مجموعة من القضايا، وخاصة تمكين المرأة، والمرأة في الأعمال التجارية، والتجارة والاستثمار.  كما أن الشعيبي تساهم بمقالة شهرية في مجلة هيا. 
وفي عام 2019م تم تعيينها مديرة عامة للعلاقات الدولية في وزارة الثقافة السعودية.

## التقدير والجوائز
تم ترشيح الدكتورة أفنان الشعيبي لجائزة خدمات الأعمال في عام 2009م،  وتم تسميتها "دبلوماسية العام" للشرق الأوسط في عام 2011م؛ تقديراً لإنجازاتها كدبلوماسية أجنبية في لندن من قبل مجلة الدبلوماسي.  وفي العام نفسه، حصلت الدكتورة الشعيبي على جائزة عالم الاختلاف 100 لعام 2011م من قبل التحالف الدولي للمرأة (TIAW).  كما تصدرت الدكتورة الشعيبي قائمة أقوى 30 امرأة في المملكة العربية السعودية لعام 2014م، وفقًا لما ذكره موقع أريبيان بزنس. 